# Palle Juul-Jensens Boulevard
Palle Juul-Jensens Boulevard er en gade i det nordlige Aarhus beliggende ved Aarhus Universitetshospital, Skejby, der ligeledes bærer gadens adresse. Palle Juul-Jensens Boulevard omkranser det meste af hospitalet og forbindes dertil af veje som Brendstrupgårdsvej, Kirstinesmindevej, Tyge Søndergaards Vej og Carl Krebs' Vej. Hospitalsgaden har en letbanestation, Aarhus Universitetshospital Station, der ligger i den østre udkant af området tæt ved Hedeager.
Palle Juul-Jensens Boulevard og hospitalet har postnummeret 8200 og ligger i Aarhus N.

## Historie
Gaden har fået navn efter den danske overlæge og dekan Palle Juul-Jensen (1929-1998), der fungerede som medicinaldirektør i Sundhedsstyrelsen fra 1988 til 1995. Juul-Jensen blev desuden i 1982 folkevalgt som medlem af det daværende amtsråd for Venstre og sad der i en årrække.